# Cephaloscyllium silasi
Cephaloscyllium silasi és una espècie de peix de la família dels esciliorrínids i de l'ordre dels carcariniformes.

## Morfologia
- Els mascles poden assolir 36 cm de longitud total.[4][5]

## Reproducció
És ovípar.

## Hàbitat
És un peix marí que viu fins als 300 m de fondària.

## Distribució geogràfica
Es troba a Quilon (Índia) i Oman.